# Céto
Pour les articles homonymes, voir Ceto (homonymie) et Cetus.
Dans la mythologie grecque, Céto, Cétus, ou Kêtos (en grec ancien Κητώ (Kētṓ), « monstre marin », de Κῆτος (Kêtos), « gros poisson, animal énorme vivant dans l'eau » et en particulier « baleine »), fille de Pontos (le Flot) et de Gaïa (la Terre), est une divinité marine primordiale.
Le terme a également été utilisé pour désigner divers monstres marins par la suite.
Céto est à l'origine du terme « cétacé ». Cetus est également le nom de la constellation de la Baleine.

## Fille de Gaïa et de Pontos

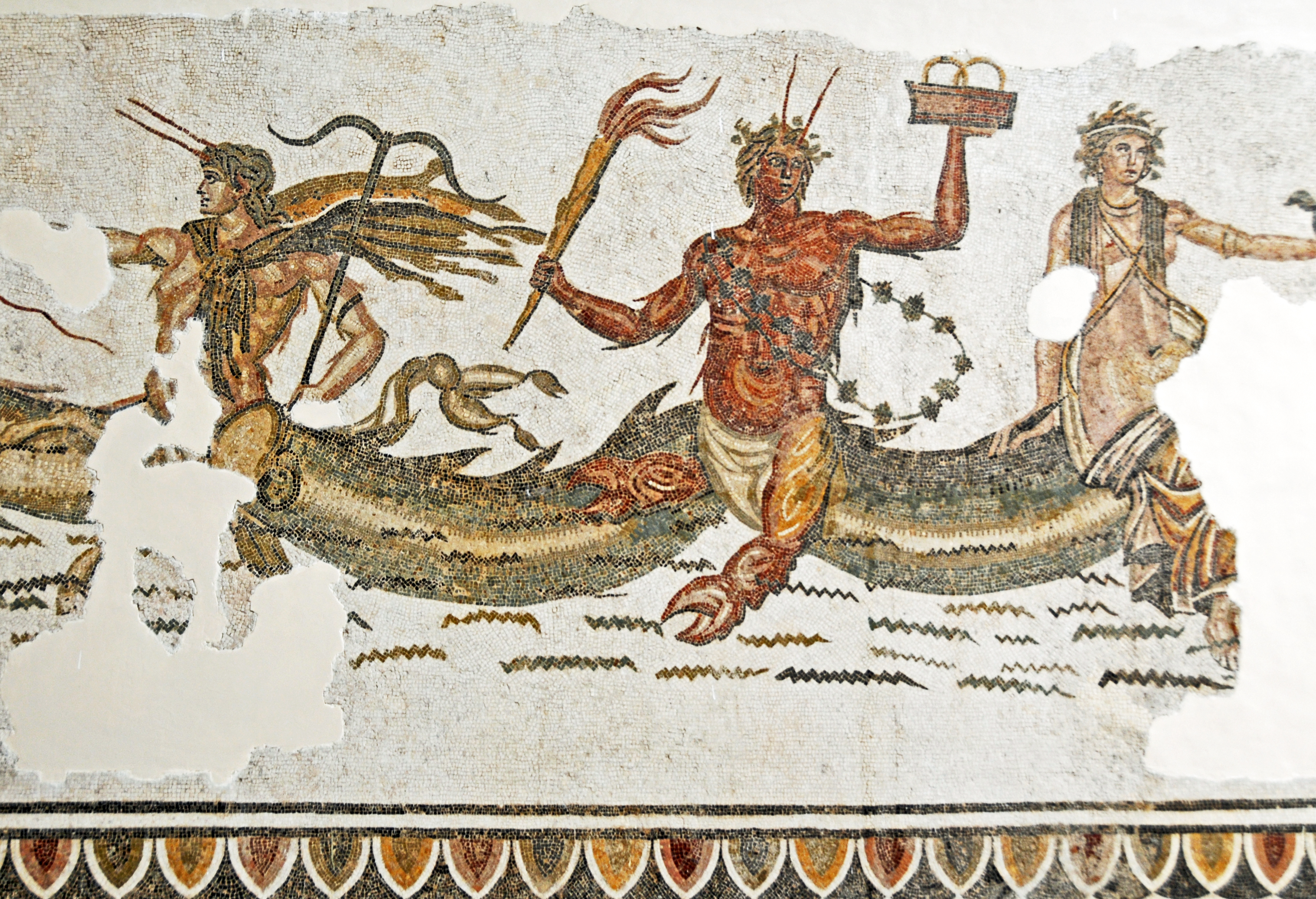
Phorcys (centre) et Céto (droite), mosaïque du musée du Bardo.

Céto est la fille de Pontos et de Gaia. Unie à son frère Phorcys, Céto engendre de nombreux monstres marins. La Théogonie d'Hésiode leur donne comme enfants Échidna, les Gorgones (Sthéno, Euryale et Méduse), les Grées (Ényo et Pemphrédo — Dino n'est pas citée par Hésiode), ainsi que Ladon, le « Dragon des Hespérides » (certains auteurs le donnent fils d'Échidna et de Typhon)[réf. nécessaire]. De plus, Céto a mis au monde les Hespérides elles-mêmes.
Une scholie d'Apollonios de Rhodes est la seule à donner Phorcys et Céto comme parents des Hespérides[réf. nécessaire].
Homère donne Thoôsa, la mère de Polyphème, comme fille de Phorcys, mais sans préciser si Céto en est la mère[réf. nécessaire].

## Monstre marin dans les légendes grecques
Kêtos (plus tard latinisé en Cetus) est un terme générique qui a désigné différents monstres marins.

### Andromède et le monstre marin

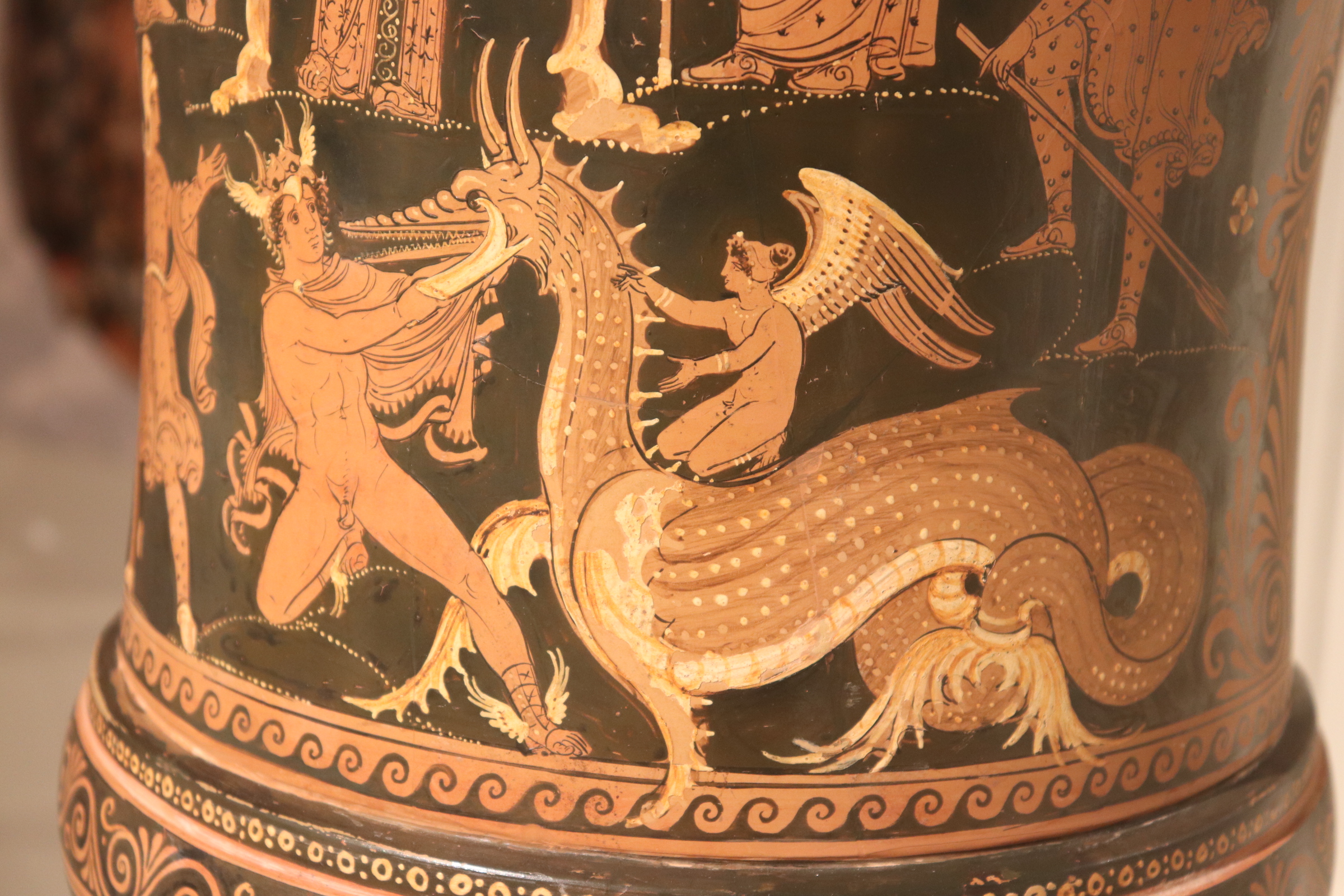
Céto, le monstre marin avec Persée et Andromède. Loutrophore à figures rouges des Pouilles, 340-330

Envoyé par Poséidon, ce « monstre marin » (θαλάσσιον κῆτος / thalássion kêtos) doit dévorer la princesse Andromède exposée en sacrifice après que sa mère Cassiopée a dit qu'elle est plus belle que les Néréides, chéries de Poséidon. Persée tue le monstre et sauve Andromède.
Pline l'Ancien mentionne un culte de la « légendaire Céto » à Joppé — l'actuelle Jaffa — dans une seule référence, indiquant qu'on y trouve les restes des chaînes d'Andromède. S. Safrai et M. Stern proposent deux hypothèses pour expliquer la mention d'un culte de Céto à Joppa chez Pline : ce culte était en réalité voué au monstre de l'histoire d'Andromède qu'un habitant de Joppé aurait établi sous le nom de Céto, et concernait une autre divinité, cetos ou Dercéto, dont le nom a été déformé.

### Laomédon et le monstre marin
Plus loin dans la Bibliothèque est racontée l'histoire (figurant également dans la Bibliothèque historique de Diodore) de Laomédon qui, après avoir froissé Apollon et Poséidon, fut forcé de sacrifier sa fille à un monstre marin (kêtos), qui venait enlever les hommes jusque dans les champs. Mentionnant cette vengeance des dieux contre Laomédon, Ovide identifie Céto à une inondation. D'autres auteurs, comme Valerius Flaccus, y joignent un bruit de tremblement de terre. Ces deux éléments suggérant un tsunami.
Selon Apollodore, le monstre fut finalement tué par Héraclès,. Selon les Histoires incroyables de Paléphatos de Sámos, le monstre Céto, qu'il dit s'appeler aussi Céton, était un roi puissant qui, grâce à ses navires, soumettait toutes les côtes de l'Asie mineure, dont notamment la ville de Troie qui lui devait un tribut appelé dasmos. À cette époque, l'argent n'existait pas — aussi payait-on le tribut en nature, avec des chevaux, des bœufs, ou des jeunes filles. Si le tribut n'était pas payé, il dévastait la région. Héraclès et ses hommes armés passèrent dans la région alors que Céto débarquait et marchait contre Troie ; Laomédon engagea les soldats grecs qui aux côtés des siens luttèrent et tuèrent Céto et ses hommes.

### Autres mentions et représentations

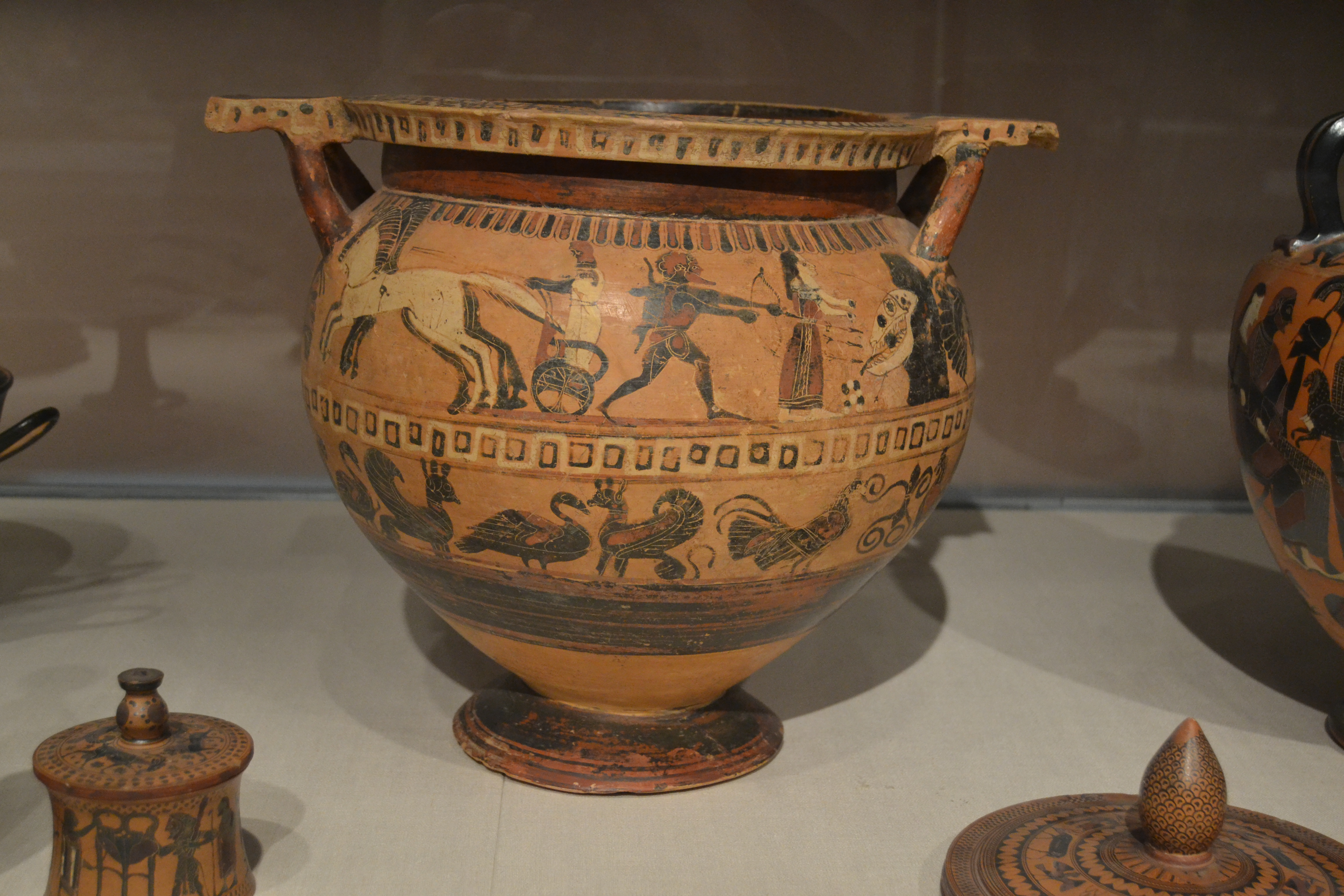
La scène supérieure de cette céramique à figures noires de la Grèce antique montre Héraclès qui délivre la princesse troyenne Hésione de Céto, figuré à droite par un crâne probablement fossile à l'apparence synapside avec ses fosses temporales. Évoquant cette représentation, l'historienne Adrienne Mayor rappelle que beaucoup de lieux liés aux mythes grecs sont de riches sites fossilifères.

Céto est décrite (par exemple dans l’Odyssée, d'Homère) comme un horrible monstre marin femelle, ayant l'apparence d'une immense créature tenant à la fois de la baleine, de l'orque, du requin, de la raie et du dragon. Elle pouvait prendre à loisir la forme d'une seule de ces cinq créatures ou de toutes en même temps,,.
Aristarque de Samothrace, rapporté par Eustathe de Thessalonique, parle du mythe d'un peuple peu connu auquel Homère fait référence dans l’Odyssée : les Cétéens, dont on apprend qu'ils étaient présents dans les combats durant la guerre de Troie aux côtés d'Eurypyle, un mysien allié de ses voisins Troyens. Ces Cétéens tombent ainsi à la guerre alors qu'ils étaient venus épouser des femmes troyennes. Ce peuple aurait un mythe selon lequel on associe la mort à un « gros poisson », — sens de base du mot grec κῆτος / kêtos qui désigne tout grand animal aquatique, comme des baleines, des cétacés — en raison du grand deuil dans lequel on se noie à la disparition d'un proche.

## Monstre marin dans d'autres légendes

### Bible hébraïque
Le Livre de Jonas (2:1) parle de dag gadol (דג גדול) qui peut se traduire de manière littérale par « grand poisson ». La Septante a traduit cette phrase en grec par μέγα κῆτος / méga kêtos. Jérôme de Stridon, dans la Vulgate, traduit plus tard ces termes en latin par piscis grandis (« grand poisson »). Cependant, dans l’Évangile selon Matthieu (12:40), il traduit le mot kêtos en cetus.

### Bestiaires médiévaux
Au Moyen Âge, les bestiaires reprennent la figure de cetus ou cète.

## Développements ultérieurs

### Sciences
- Son nom a été donné à l'astéroïde (65489) Céto.

### Littérature
- Dans le chapitre II, III, 3, Explication du bruit écouté par Gilliatt, du roman Les Travailleurs de la mer, Victor Hugo désigne l'océan en ces termes : « La navigation tient tête à un monstre unique. Toute la mer est la même hydre. Les vagues couvrent la mer d'une sorte de peau de poisson. Océan, c'est Ceto ».

### Cinéma
- 2003 : dans le film d'animation Sinbad : La Légende des sept mers (2003), un monstre marin de la déesse Éris s’appelle Cétus.

### Bande dessinée
- 2008 à 2012 : dans le manga Beyblade: Metal Masters, une membre de l'équipe européenne a une toupie appelée « White Grand Cetus », et un de ses coéquipiers a une toupie appelée « Blue Grand Cetus ».

### Sources antiques
- Pseudo-Apollodore, Bibliothèque [détail des éditions] [lire en ligne] (I, 2, 6).
- Hésiode, Théogonie [détail des éditions] [lire en ligne] (v. 238, 270, 333, 336).